# Capital humain
 (octobre 2020).

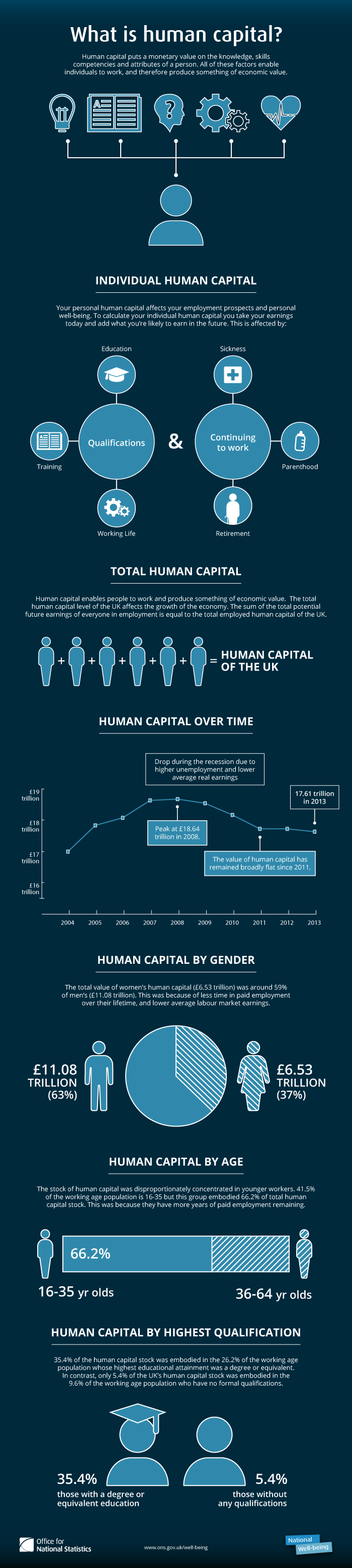
« Qu'est-ce que le capital humain ? », infographie de l'Office for National Statistics, 2014.

Le capital humain est l'ensemble des connaissances, aptitudes, expériences, talents, et qualités accumulées par une personne, une équipe, une organisation, ou un groupe d'organisations, et qui déterminent en partie leur capacité à travailler ou à produire pour eux-mêmes ou pour les autres.

## Histoire du concept
En 1866, justifiant la création d'un « secondaire spécial », le ministre de l'Instruction publique Victor Duruy affirme  que « par le développement de cet enseignement, on répondra à une nécessité impérieuse de la nouvelle organisation du travail : mettre l'homme en valeur, c'est un capital et le plus précieux de tous ».
Le 4 mai 1935, Joseph Staline reprend la formule à l'occasion de la promotion des élèves de l'Académie de l'Armée rouge,.
Le concept de « capital humain » émerge véritablement en 1961, développé par l’économiste américain Theodore Schultz qui l’exprime en ces termes : « Alors qu’il apparaît évident que les individus acquièrent des savoir-faire et des savoirs utiles, il n’est pas si évident que ces savoir-faire et savoirs constituent une forme de capital [et] que ce capital soit pour une part substantielle le produit d’un investissement délibéré. »
À partir de 1965, l'économiste Gary Becker approfondit le concept et le vulgarise, obtenant en 1992 le prix Nobel d’économie pour son développement de la théorie du capital humain. Des chercheurs en gestion comme Flamholtz et Lacey, dès 1980, ou plus tard Lepak et Snell contribuent alors à la diffusion de la théorie et à son utilisation pratique.
Au début des années 2000, le capital humain est défini comme un ensemble « de connaissances, de qualifications, de compétences et de caractéristiques individuelles qui facilitent la création de bien-être personnel, social et économique. »

## Une nouvelle façon d’appréhender l’individu et le marché du travail

### La théorie du capital humain
La théorie du capital humain fonctionne par analogie à celle du capital financier ou physique. On considère que le capital humain est formé de trois éléments qui, ensemble, déterminent une certaine aptitude de l’individu à travailler :
- les compétences,
- les expériences,
- les savoirs.

La notion de capital est contestée. Savall et Zardet lui préfèrent la notion de « potentiel humain », montrant en cela que le capital humain n'a pas de valeur en soi, mais dépend en grande partie de la qualité du management de l'entreprise.
Pour d'autres auteurs, les trois composantes essentielles sont les compétences, les comportements et la créativité (modèle 3C). D'autres chercheurs y ajoutent la dimension psychologique, sous-jacente aux aspects comportementaux. Autrement dit, la structure de personnalité des individus est un élément fondamental dans les interactions qu'ils nouent avec les autres, afin d'échanger, produire de la connaissance et créer de la valeur.
De même que le capital physique, le capital humain peut s’acquérir (notamment par l’éducation), se préserver et se développer (par un entretien à travers des formations continues et/ou l’attention portée à la santé de l’individu au titre de son capital santé). De même, il doit pouvoir produire un bénéfice privé ou sociétal, monétaire ou non monétarisé.
On peut distinguer le capital humain spécifique, qui comprend les compétences non transférables à un tiers ou à un système de savoir, et le capital humain générique, dont les compétences sont transférables. Cette distinction met en évidence un dilemme. Le salarié s'interroge sur la pertinence d'un investissement en capital humain spécifique, le dirigeant chercher à inciter le salarié à investir en capital humain spécifique.

### Investir dans le capital humain
Qui dit capital, dit investissements. Avec ce nouveau concept de capital humain, s’ouvre toute une gamme d’investissements autour des axes majeurs de l’éducation et de la santé. L’investissement en capital humain consiste donc dans l’ensemble des dépenses effectuées dans ce sens. Ces dépenses sont estimées en deux temps : on a d’une part les coûts directs (frais de scolarité, de médecine…) et de l’autre les coûts de renoncement. Ces derniers résident dans l’arbitrage des individus dans leur gestion du capital humain. Exemple : choisir de poursuivre ses études universitaires, plutôt que d’entrer immédiatement après le Bac dans la vie active, a un coût de renoncement estimé, le plus souvent, avantageux par rapport à la situation inverse. Dans tous les cas, on espère un retour d’investissement.

### Deux façons de comprendre et d’appliquer la théorie
Ou bien on assimile l’individu à son capital humain, ce qui a pour conséquence de l’objectiver et de le traiter concrètement comme un bien nécessitant une gestion, comme tout autre bien, ou bien on considère l’individu comme son propre investisseur, ce qui revient à le percevoir comme un acteur à part entière sur le marché du travail, un acteur ayant d’autant plus de poids qu’il apporte lui-même son capital. L’analyse démontre que, logiquement, la première version est celle qui est la plus souvent rencontrée du côté des entreprises, tandis que du côté des individus la seconde version est la plus revendiquée.

## Richesses et limites de la théorie

### Particularités du capital humain
La double interprétation soulignée plus haut résulte en réalité du fait économiquement exceptionnel que le capital humain est indissociable de son détenteur. Cette incorporation du capital humain a deux conséquences : son inappropriabilité (ou sa personnalisation) et sa limitation. Parce qu’il est nécessairement personnel, le capital humain implique l’individu tout entier dans une démarche d’investissement constante (l’individu s’enrichit en permanence de nouveaux savoirs et expériences). De plus, le capital humain, contrairement au capital financier, ne peut devenir propriété d’un tiers ; il est simplement mis à disposition par l’individu. Enfin, le capital humain est limité à l’individu qui l’incorpore : il dépend de ses capacités physiques et mentales, de son cycle vital.

### Conséquences sur la relation de travail
Il est risqué pour un employeur d’investir dans le capital humain dans la mesure où celui-ci ne présente aucune garantie de rentabilité. L’individu étant libre et seul propriétaire réel de son capital humain, il peut à tout moment soustraire celui-ci à l’employeur (en allant travailler ailleurs par exemple). Certains pensent donc qu'il n'est pas judicieux, pour l'employeur, d'investir dans le capital humain d’un individu à partir d’un certain âge (que ce soit un particulier ou une entreprise). Cela reste discutable[Par qui ?]. En effet, un employé « senior », soit à forte compétences (savoirs + expériences), est moins enclin à quitter son entreprise et recherche plus de stabilité (en raison des charges d'habitation, d'enfants...). L'investissement est donc moins risqué puisque son seul départ risque d'être celui de la retraite. De plus, ces derniers ont des compétences à transmettre aux plus jeunes. L'investissement doit donc se faire à ce niveau du capital humain[pas clair].
Par ailleurs, l’individu fait des choix dans l’investissement de son propre capital, tout comme l’employeur fait des choix de coût de renoncement dans sa gestion du capital humain. Il peut traiter l’individu comme un partenaire commercial, comme un simple rouage économique ou bien encore le considérer comme un investisseur au même titre que les investisseurs financiers.

### Une théorie dynamique
Selon Jean-Pierre Jarousse dans Formations et carrières, les limites de la théorie font paradoxalement sa richesse. Du fait de son particularisme, le capital humain oblige les agents économiques à repenser les mécanismes du marché du travail et à trouver de nouvelles façons de s’y adapter (certaines entreprises vont jusqu’à créer des départements du capital humain), à développer des nouvelles stratégies de gestion de ressources humaines. Au-delà même de la stricte économie du travail, le capital humain influence désormais l’économie de l’éducation, ou plus largement celle du savoir : introduit dans les mentalités, le concept pousse à la prise de conscience par l’individu (et la société) de son potentiel économique. Il s’ensuit un désir d’optimisation de ce potentiel qui bouleverse nécessairement les processus traditionnels conduisant l’individu à l’employeur. Il convient cependant de souligner que la théorie du capital humain, parce qu’elle ne peut clairement définir son concept clef, risque d’être trop largement utilisée : on a tendance à parler de capital humain pour tout ce qui a trait à « l’immatériel » chez l’individu et dans la société. De plus, la théorie nie d’une certaine façon tout processus collectif d’accumulation des savoir-faire et être. Or l’expérience prouve que ce processus existe bel et bien.

### Le rôle économique
La prise en compte du capital humain dans l'analyse économique a constitué une avancée importante. L'accumulation de capital humain est un facteur essentiel de croissance économique : la diffusion des connaissances permet des rendements croissants et génère des externalités positives. De ce fait, il s'agit d'un concept central de l'économie du développement, de l'économie de l'éducation et plus largement de l'économie du savoir (« capital-savoir »). Cette théorie a également permis de réhabiliter l'idée d'une hétérogénéité du facteur travail, et ainsi de rendre compte de la structure des salaires et des formes de rigidités sur le marché du travail. L'analyse fondatrice dans le domaine du capital humain est celle[Quoi ?] de l'économiste Gary Becker.

### Le capital culturel, modèle alternatif au capital humain
La lecture de Marx et de Weber inspire à Pierre Bourdieu l'usage de l'analogie économique pour rendre compte des ressources détenues par les individus. Le concept de capital culturel en particulier permet notamment de rendre compte des dispositions individuelles héritées de la famille. Ce modèle est concurrent de celui de capital humain, en cela qu'il remet en cause la centralité de calculs rationnels et en y intégrant l'« "ethos" spécifique résultant de la socialisation individuelle des agents ». 
Dans le cas de l'explication de la réussite scolaire, Pierre Bourdieu replace l' « investissement scolaire » présenté par Gary Becker au sein d'autres phénomènes qu'il juge plus centraux, comme « la transmission domestique du capital culturel, dont va dépendre le rendement scolaire de l'action scolaire ». L'usage qui est fait du capital culturel par les partisans du capital humain s'intéresse davantage aux « effet[s] du capital culturel sur les performances scolaires [au travers des] capacités cognitives qui se construisent dans le cadre des pratiques et des attitudes culturelles développées dans l’entourage de l’élève ». 
Chez Pierre Bourdieu, le capital culturel existe sous trois formes :
- le « capital culturel incorporé » : il est le fruit de la socialisation différenciée selon les milieux sociaux (langage, aptitudes scolaires diverses, façons de se tenir et de se comporter en société...) ;
- le « capital culturel objectivé » : il désigne les outils de culture qui se matérialisent sous forme d'objets possédés par une personne (tableaux, bibliothèque, piano, etc.). Ce capital n'a de valeur que par la transmission de la manière de s'en servir ;
- le « capital culturel institutionnalisé » : il consacre la transformation d'une culture personnelle en titres et diplômes sanctionnant une aptitude socialement reconnue.

## De la théorie à la pratique

### Évaluation «macro» du capital humain
En France, le Centre d'Analyse Stratégique en traitant de la délicate question de l'évaluation a résumé l'état de la recherche européenne en la matière en mettant en exergue les travaux d'un think tank qui retient quatre critères pour mesurer à l'échelle d'un État ce capital :
- les dépenses formelles et informelles en faveur de la formation initiale ou continue cumulées par un individu moyen ;
- la proportion de personnes formées effectivement employées en proportion de la population totale ;
- le ratio du PIB au capital humain employé ;
- le potentiel de croissance numérique de la population à horizon de 25 ans (qui tiendra compte du vieillissement de la population).

Comme pour la comparaison des systèmes scolaires, Suède et Danemark sont en tête du classement. Leurs capacités d'innovation pour l'avenir seront portées par ce capital collectif.

### Évaluation «micro» du capital humain
Le MEDEF, dans sa brochure intitulée La place de l'Homme dans l'entreprise, le management du XXIe siècle (2009), indiquait : « Parce que la valorisation du capital humain est devenue une question cruciale, dans un environnement très concurrentiel, un nombre croissant d’entreprises place l’engagement des salariés au centre de leur politique RH ». Ramener le capital humain aux seuls salariés est cependant probablement une vision assez restrictive du capital humain. Le capital humain n'est pas synonyme de GRH. Il s'agit d'un concept plus large et complexe.
Certes, comme le confirme l'Observatoire de l'immatériel, les directions des ressources humaines (DRH) sont au centre de l'évaluation de ce capital fluctuant. La méthode suggérée tente d'évaluer non seulement l'efficacité des actions ou politiques de DRH en faveur de la rétention et la bonification de ce capital immatériel selon une méthode appropriée (« ISO, EFQM, tableau de bord prospectif », méthodologie de l'enquête capital humain de l'université de Bordeaux), et envisage aussi d'évaluer l'état du stock de compétences que représente chaque collaborateur mis en interaction au sein de l'organisation.

Les travaux de recherche engagés permettront sans doute de mieux quantifier cet actif essentiel. Par les différentes formes d'intelligence déployées par les salariés, chaque collaborateur dynamise et pérennise les moyens mis à sa disposition. Dans le cas contraire, faute d'évaluation et d'investissement, le gâchis du capital humain guette lorsqu'il est abusé au profit du « court-termisme » qui semble parfois devenir le maître étalon du management moderne. Selon Christophe Dejours, psychiatre et titulaire de la chaire de psychanalyse santé-travail au Conservatoire national des arts et métiers (CNAM), 

« Nous souffrons beaucoup du court-termisme des dirigeants. Économistes et politiques exaltent le système qui consiste à ramasser le maximum d'argent dans un minimum de temps. Or ces bénéfices sont de plus en plus déconnectés du travail. Le « vivre ensemble » n'est pas rentable immédiatement, mais il est fondamental pour la pérennité du système. (...) On ne peut pas constamment pomper le capital humain et l'intelligence collective sans se préoccuper des conséquences. Parce qu'au bout d'un moment, il n'y aura plus rien à pomper, nous aurons une société invivable, et le système économique ne fonctionnera plus. On a peut-être déjà atteint ces limites. »

— Le Monde, 23 juillet 2007[réf. incomplète].
 La norme ISO 30414 a été proposée pour élaborer un bilan du capital humain. L'International Integrated Reporting Council mentionne aussi explicitement cette composante immatérielle dans son référentiel de reporting intégré et incite les entreprises à traiter les questions d'attractivité de l'entreprise et d'impact de cette dernière en matière de capital humain. Aucun standard suffisamment précis et partagé n'existe cependant à ce jour.

### Évaluation personnelle de son capital humain
C'est sans doute là, avec la pratique du bilan de compétences, que ce capital humain est le mieux apprécié par son détenteur et où les méthodes convergent le plus. La volonté d'un bilan marque la volonté d'investissement sur soi. Il constitue un jalon nécessaire au-delà de l'entretien annuel avec son employeur.
Hors de la sphère du monde du travail, différentes méthodes de bilan de son capital sont mises à disposition du grand public avec les ouvrages de développement personnel.